# ألفية 1 ق.م

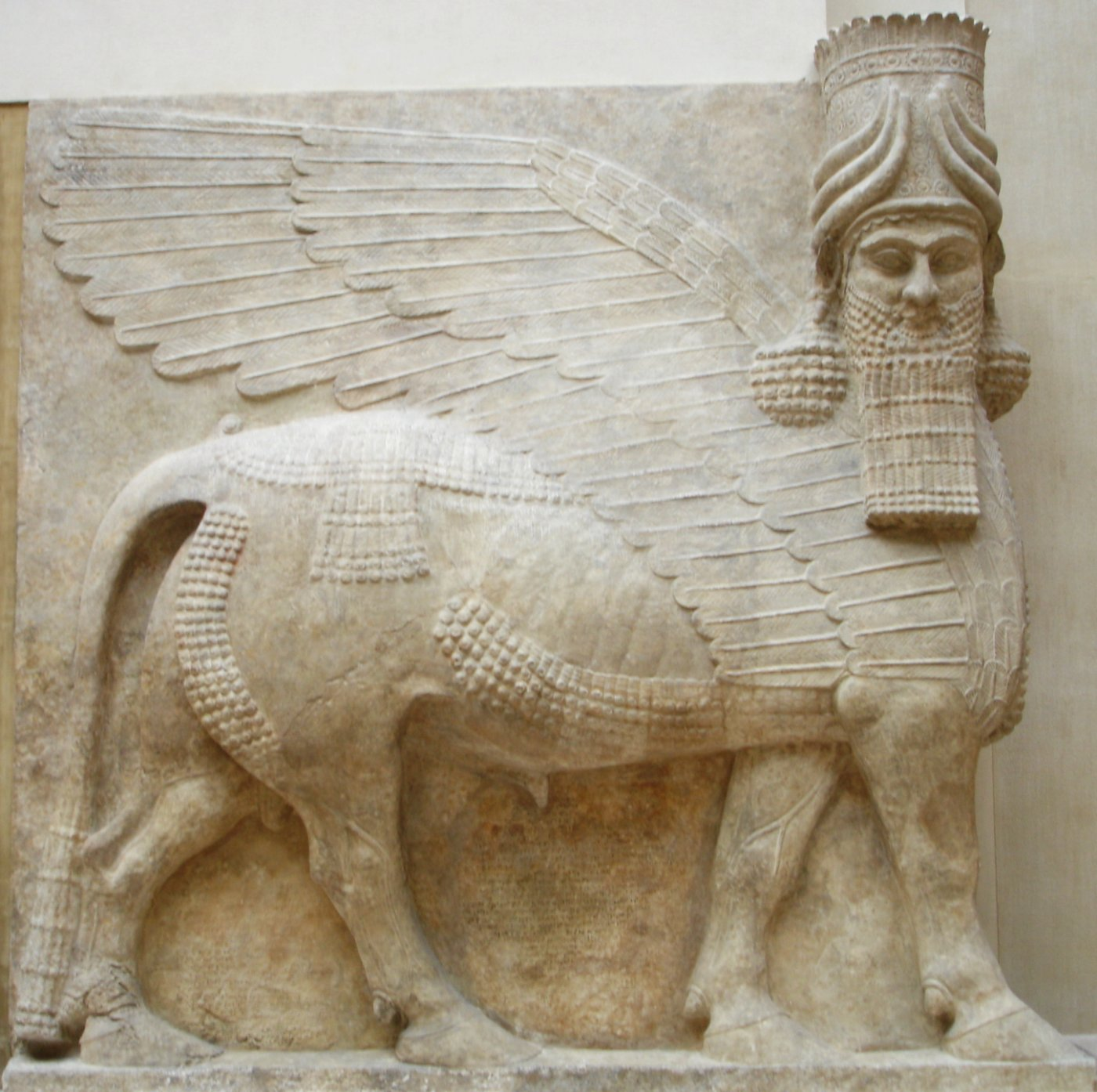

الألفية الأولى قبل الميلاد تشمل العصر الحديدي، ويمكن ملاحظة صعود الامبراطوريات المتعاقبة الكثيرة. وامتدت هذه الألفية من عام 1000 قبل الميلاد إلى سنة 1 قبل الميلاد.
ظهرت الإمبراطورية الآشورية الجديدة، تليها حضارة الأخمينيين. في اليونان بدأت العصور القديمة الكلاسيكية مع بدء استعمار اليونان الكبرى ووصولها إلى القمة مع صعود الحضارة الهيلينية. في ختام الألفية يرى صعود الإمبراطورية الرومانية.
في جنوب آسيا يتم المزج بين الحضارة الفيدية مع الإمبراطورية الماورية.
السلتييون يهيمنون على أوروبا الوسطى في وقت مبكر في حين يقبع شمال أوروبا في العصر الحديدي قبل الرومانية.
السكوثيون يهيمنون على آسيا الوسطى.
في الصين في الفتة التاريخية المسماة بفترة الربيع والخريف يتم ظهور الكونفوشيوسية.
نحو نهاية الألفية تزيد أسرة هان من القوة الصينية نحو آسيا الوسطى، حيث تسيطر على حدود ولايات الهند واليونان وإيران.
تشهد هذه الألفية أيضاً فترة يايوي في الجزر اليابانية مع صعود حضارة المايا في أمريكا الوسطى. بينما في أفريقيا مصر القديمة يبدأ انحدارها مع ارتفاع للإمبراطورية النوبية أو مملكة كوش. كما تشهد ولادة مملكة أكسوم.
تطورت الديانات اليهودية الزرادشتية والهندوسية (الفيدية الدين وفيدانتا)، البوذية والجاينية.
اليونان والرومان في أوروبا والهند والصين بدأت تشهد صعود الأدب. عدد سكان العالم يزيد كثيراً خلال هذه الألفية حيث بلغ نحو 170 إلى 400 مليون شخص في نهايتها اعتماداً على التقديرات المستخدمة.